# Bill George (Spezialeffektkünstler)
Bill George ist ein Filmtechniker, der sich auf visuelle Effekte spezialisiert hat. Darüber hinaus ist er auch als Modellbauer aktiv.

## Leben
George arbeitet für die von George Lucas gegründete Firma Industrial Light & Magic (kurz: ILM). Als Teenager durchwühlte er die Mülltonnen außerhalb eines ILM-Gebäudes in Van Nuys, um nach Souvenirs zu suchen. Während seiner arbeit bei ILM, entwarf er einen eigenen Y-Flügler nach der Vorlage von denen aus dem Star-Wars-Film Eine neue Hoffnung. Lucas gefiel dieses Modell sehr uns so veranlasste dieser es in Die Rückkehr der Jedi-Ritter einzusetzen, da die ursprünglichen zwei Versionen der Y-Flügler als nicht mehr geeignet angesehen wurden.
George arbeitete im Laufe seiner Karriere an zwei Harry-Potter-Filmen, einem Jurassic-Park-Film, drei Star-Trek-Filmen und einem Fluch-der-Karibik-Film. Für die Filme Die Reise ins Ich und Harry Potter und der Gefangene von Askaban wurde er jeweils für einen Oscar nominiert, den er für Die Reise ins Ich auch gewann.

## Filmografie (Auswahl)
- 1979: Star Trek: Der Film (Star Trek: The Movie)
- 1982: Einer mit Herz (One from the Heart)
- 1982: Star Trek II: Der Zorn des Khan (Star Trek II: The Wrath of Khan)
- 1982: Blade Runner
- 1982: E.T. – Der Außerirdische (E.T. - The Extra-Terrestrial)
- 1983: Die Rückkehr der Jedi-Ritter (Return of the Jedi)
- 1984: Indiana Jones und der Tempel des Todes (Indiana Jones and the Temple of Doom)
- 1985: Die Goonies (The Goonies)
- 1985: Explorers – Ein phantastisches Abenteuer (Explorers)
- 1986: Howard – Ein tierischer Held (Howard the Duck)
- 1987: Die Reise ins Ich (Journey into me)
- 1988: Caddyshack II
- 1989: Meine teuflischen Nachbarn (The ’Burbs)
- 1989: Ghostbusters II
- 1989: Always – Der Feuerengel von Montana (Always)
- 1990: Joe gegen den Vulkan (Joe Versus the Volcano)
- 1991: Star Trek VI: Das unentdeckte Land (Star Trek VI: The Undiscovered Country)
- 1993: Überleben! (Surviving!)
- 1994: Star Trek: Treffen der Generationen (Star Trek Generations)
- 1998: Deep Impact
- 1999: Star Wars: Episode I – Die dunkle Bedrohung (Star Wars: Episode I – The Phantom Menace)
- 1999: Galaxy Quest – Planlos durchs Weltall (Galaxy Quest)
- 2001: Planet der Affen (Planet of the Apes)
- 2002: Harry Potter und die Kammer des Schreckens (Harry Potter and the Chamber of Secrets)
- 2003: Unzertrennlich (Stuck on You)
- 2004: Harry Potter und der Gefangene von Askaban (Harry Potter and the Prisoner of Azkaban)
- 2006: Pirates of the Caribbean – Fluch der Karibik 2 (Pirates of the Caribbean: Dead Man’s Chest)
- 2007: Evan Allmächtig (Evan Almighty)
- 2008: Indiana Jones und das Königreich des Kristallschädels (Indiana Jones and the Kingdom of the Crystal Skull)
- 2008: Twilight – Bis(s) zum Morgengrauen (Twilight)
- 2011: Ich bin Nummer Vier (I Am Number Four)
- 2011: Star Tours: The Adventures Continue (Kurzfilm)

## Auszeichnungen
- 1988: Academy of Science Fiction, Fantasy & Horror Films: Nominierung in der Kategorie Beste Spezialeffekte für Die Reise ins Ich
- 1988: Oscar: Auszeichnung in der Kategorie Beste visuelle Effekte für Die Reise ins Ich
- 2000: Academy of Science Fiction, Fantasy & Horror Films: Nominierung in der Kategorie Beste Spezialeffekte für  Galaxy Quest – Planlos durchs Weltall
- 2003: Academy of Science Fiction, Fantasy & Horror Films: Nominierung in der Kategorie Beste Spezialeffekte für  Harry Potter und die Kammer des Schreckens
- 2003: BAFTA Award: Nominierung in der Kategorie Beste visuelle Effekte für Harry Potter und die Kammer des Schreckens
- 2005: Academy of Science Fiction, Fantasy & Horror Films: Nominierung in der Kategorie Beste Spezialeffekte für  Harry Potter und der Gefangene von Askaben
- 2005: Visual Effects Society Award: Nominierung in der Kategorie Bester einzelner visueller Effekt des Jahres für  Harry Potter und der Gefangene von Askaben
- 2005: BAFTA Award: Nominierung in der Kategorie Beste visuelle Effekte für Harry Potter und der Gefangene von Askaban
- 2005: Oscar: Nominierung in der Kategorie Beste visuelle Effekte für Harry Potter und der Gefangene von Askaban
- 2012: Visual Effects Society Award: Nominierung in der Kategorie Beste visuelle Effekte in einem Special Venue Projekt für Star Tours: The Adventures Continue